# Grace Boland

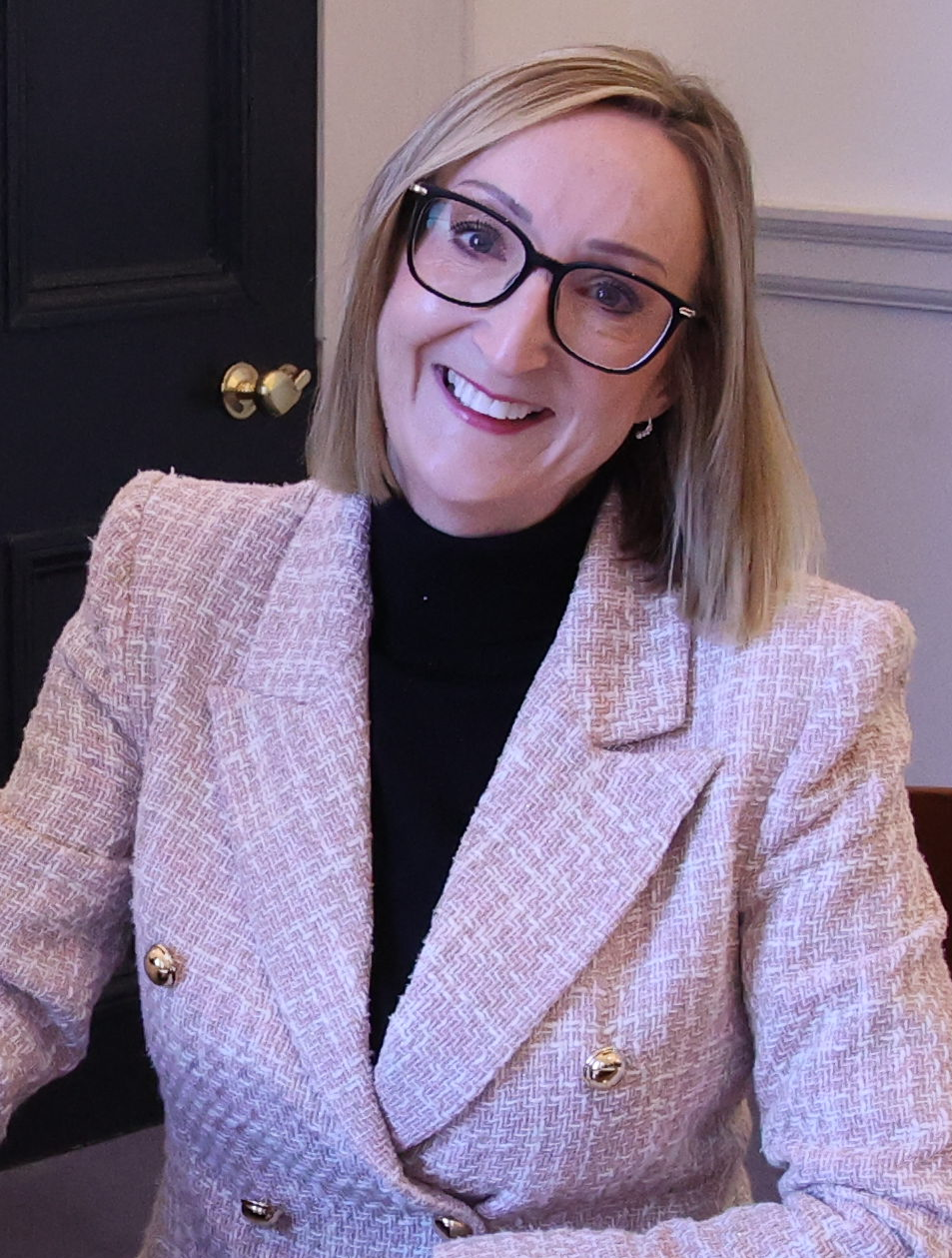
Grace Boland (2024)

Grace Boland (* 1976 oder 1977) ist eine irische Politikerin der Fine Gael und seit 2024 Teachta Dála (Abgeordnete) im Dáil Éireann.

## Leben
Grace Boland wuchs im County Fingal auf. Nach dem Studium arbeitete sie als Rechtsanwältin für Wirtschaftsunternehmen in ihrer eigenen Kanzlei in Skerries. Zu den Wahlen zum Dáil Éireann 2024 trat sie im Wahlkreis Dublin Fingal West an und wurde knapp gewählt.

## Privates
Grace Boland ist verheiratet und hat zwei Töchter. Ihr Vater war der Politiker und frühere Minister John Boland. 